# Rohullah Nikpai
Rohullah Nikpai (ur. 15 czerwca 1987) – pierwszy w historii afgański zdobywca medalu olimpijskiego. Wywalczył brązowy medal w taekwondo w kategorii do 58 kg podczas Igrzysk w Pekinie 2008 oraz brąz w kategorii do 68 kg podczas Letnich Igrzysk Olimpijskich 2012. Rohullah Nikpai zdobył także w 2008 roku w chińskim Zhengzhou brązowy medal mistrzostw Azji (również w kategorii do 58 kg).
Ponadto Nikpai brał udział w igrzyskach azjatyckich w Dosze, gdzie dotarł do 1/8 finału (przegrał wówczas z Tajem Nattapongiem Tewawetchapongiem), a także w mistrzostwach świata w Pekinie (1/32 finału).